# Plan leta
Plan leta je dokument koji popunjava pilot ili dispečer leta u propisanoj formi, a koriste ga službe vazdušnog saobraćaja. Namena plana leta je da identifikuje vazduhoplov i njegove generalne karakteristike i opiše nameravani put kojim će vazduhoplov leteti.
Plan leta se koristi na više načina: 
- da se pre početka letenja proceni koliko će biti zauzeti vazdušni putevi
- da se eventualno ograniči prekomerni saobraćaj ili preusmeri
- da se prekontroliše da li su vazduhoplovi opremljeni odgovarajuće prema segmentima vazdušnog prostora kojim lete
- da se prate pojedinačni letovi i predviđaju konfliktne situacije sa drugim vazduhoplovima

## Podaci od kojih se sastoji plan leta
Kao minimum, plan leta sadrži podatke koji: 
- identifikuju vazduhoplov i vrstu letenja
- broj i tip vazduhoplova sa karakteristikama ugrađene opreme
- planirano vreme pokretanja i trajanja leta i
- planiranu rutu kretanja u 3 dimenzije

Dodatno plan leta može da sadrži podatke koji se tiču opremljenosti ili rute.

### Obrazac plana leta
Dokument 4444 (Naziv: upravljanje vazdušnim saobraćajem) propisuje obavezni obrazac za popunjavanje plana leta. Prvi deo obrasca ne popunjava operater već službe koje primaju i distribuiraju planove letenja. Operator je dužan da popuni polja 7 – 18, a polje 19 se popunjava ako postoji specijalni zahtev ili se smatra potrebnim.
Pravila o popunjavanju plana leta obezbeđuju jednoznačno tumačenje, ali su dovoljno fleksibilna da pokriju širok spektar mogućih okolnosti.

### Identifikacija vazduhoplova i vrste letenja
U polju 7 se kao identifikator leta unosi bilo registraciona oznaka vazduhoplova bilo kod avio-kompanije i broj leta dodeljen od strane avio-kompanije. Ovaj identifikator je jednoznačan i koristi se kao pozivni znak pri radio telefoniji (komunikaciji zemlja-vazduh).
Pravila letenja se definišu unosom slova 
- za instrumentalno letenje ili
- za vizuelno letenje u polje 8,

te unosom jedne od oznaka za tip leta, 
- za redovan let,
- za vanredni komercijalni let,
- za generalnu avijaciju,
- za vojni let i
- za ostalo.

### Tipvazduhoplovai karakteristike ugrađene opreme
Polje 9 je kombinovano od tri podatka. Prvi podatak je broj planiranih vazduhoplova za let. Drugi podatak je ICAO kod vazduhoplova koji obeležava proizvođača i model. Kodovi tipova vazduhoplova (na osnovu kojih se znaju karakteristike vazduhoplova) su sadržani u  dokumentu 8643. Treći podatak je kategorija turbulencije koju vazduhoplov stvara u letu (H- heavy, M-medium i L-light)
Polje 10 opisuje karakteristike ugrađene opreme. Pre kose crte se unose podaci koji opisuju komunikacionu i navigacionu opremu, a posle kose crte podaci koji opisuju opremu vezanu za radarski nadzor, to jest tip transpondera koji vazduhoplov koristi. Na primer, SD/C znači:
 - vazduhoplov ima standardnu VHF, ADF, VOR i ILS opremu
 - vazduhoplov ima DME opremu
 – vazduhoplov ima transponder mod A i C
Od slova engleskog alfabeta, neka imaju dodeljena značenja, neka su još slobodna a neka su rezervisana za lokalnu ili regionalnu upotrebu. Na primer, u Evropi, slovo W znači vazduhoplov sa RVSM odobrenjem, a slovo Y opremu sa radio stanicama koje imaju 8.33 kanale.
Opremljenost vazduhoplova je bitna za kontrolu letenja jer se u izvesnim delovima vazdušnog prostora leti po pravilima koja podrazumevaju izvesnu opremljenost da bi se efikasno komuniciralo i držalo rastojanje među vazduhoplovima. Vazduhoplovi koji nemaju potrebnu opremu neće dobiti dozvole da uđu u taj vazdušni prostor, već će morati da koriste alternativni prostor.

### Početak i trajanja leta
Polje 13 je kombinovano od dva podatka, ICAO kod aerodroma sa koga vazduhoplov poleće (sadržani u  dokumentu 7910) i procenjeno vreme pokretanja aviona. Vreme pokretanja aviona (engl. off-block time) nije vreme poletanja. Od pokretanja aviona do poletanja prođe izvesno vreme provedeno u taksiranju do poletno-sletne staze i čekanju, zavisno od trenutnih okolnosti na aerodromu i nije pod kontrolom operatora vazduhoplova.

### Ruta
Polje 15 je sledeće kombinovno polje koje sadrži podatke o planiranoj ruti. Počinje sa planiranom početnom brzinom letenja i nivoom leta, a nastavlja se proizvoljnim brojem elemenata koji definišu segmente rute. Segmenti rute se mogu prikazati na više načina: imenovanjem definisane ATS rute, imenovanjem definisanih tačaka na krajevima segmenata, opisom načina na koji se leti od jedne tačke na segmentu do drugog (direktno, ugaoni pomeraj u odnosu na navigaciono sredstvo). Takođe u opis rute spada informacija o planiranoj promeni brzine ili nivoa leta, kao i eventualni prelazak iz instrumentalnog letenja u vizuelno letenje ili obrnuto.
Prilikom upisivanja informacija o planiranoj ruti mogu se koristiti različite merne jedinice. Brzine se izražavaju u kilometrima na čas (sa prefiksom ', na primer K0830), u čvorovima (sa prefiksom , na primer N0485) ili u Mahovama (sa prefiksom M, na primer M082). Visine se izražavaju u nivoima leta (sa prefiksom , na primer F120), u stotinama stopa (sa prefiksom A, na primer A045) ili u desetinama metara (sa prefiksom M, na primer M0840 ) Za imenovane rute i tačke se koriste dodeljeni ICAO kodovi.
U polje 19 se upisuje ICAO kod aerodroma odredišta, kao i procenjeno vreme od pokretanja vazduhoplova do sletanja na odredištu. Tu se mogu upisati i do dva alternativna aerodroma.

### Ostali podaci
Polje 18 je predviđeno za upisivanje podataka koji dopunjuju ili zamenjuju standardne podatke gore opisane. Npr. ako ICAO kod aerodroma nije poznat, ovde se upisuje ime aerodroma, dodatni podaci o opremi vazduhoplova, primedbe i sl.

### Dodatni podaci
Dodatni podaci se upisuju u posebnim uslovima ili ako jedinica kontrole leta to izričito zahteva i tiče se dodatne opremljenosti vazduhoplova za slučaj opasnosti, broja putnika, maksimalnog broja časova leta i td.

## Životni ciklus plana leta
Svaki let se, ukoliko se neki drugi mehanizam nije uspostavio, podnosi u uredu za izveštavanje službe za vazdušni saobraćaj (engl. ARO, ATS Reporting Office). ARO ured prosleđuje plan leta preko fiksne aero-nautičke mreže plan leta na dogovorena adrese. Plan leta treba da stigne svakoj jedinici kontrole letenja u čiji vazdušni prostor će vazduhoplov ući. U normalnim okolnostima vazduhoplov ne sme niti poleteti, niti ući u prostor koji jedinica kontrole letenja kontroliše dok ne dobije dozvolu (engl. clearance), a dozvola se daje samo ako postoji plan leta za određeni let.
Inicijalni plan leta je prva verzija plana leta koji se podnosi. Prva jedinica kontrole letenja je dužna da proveri da li je plan letenja kompletan i da li odgovara pravilima koji u određenom prostoru važe. Ako je potrebno plan leta se menja. Jedinica kontrole letenja o prihvatanju, promeni ili odbijanju plana leta obaveštava operatora. Operator je dužan da o prijavi promenu očekivanog vremena pokretanja vazduhoplova za više od 30 minuta. Sve promene u planu leta se vrše uz odobrenje kontrole letenja. Kontrola letenja prati napredovanje svakog leta i po potrebi menja plan leta.
Jedna jedinica kontrole letenja je dužna da prosledi plan letenja drugoj jedinici kontrole letenja tako da se obezbedi dovoljno vremena jedinici koja prima let da analizira plan leta i prihvati ga, promeni ili odbije. Van zajedničkih međunarodnih standarda koje ICAO propisuje, između pojedinih susednih jedinica kontrole letenja postoje dogovoreni aranžmani vezani za primopredaju planova leta, kojim se dogovaraju minimalna vremena, potrebni podaci, posebne procedure i slično. Tako plan leta prati let sve do sletanja vazduhoplova. 
Planovi za redovne letove se mogu podnositi grupno, za duži vremenski interval. U tom slučaju se pre svakog pojedinog leta na osnovu grupne prijave automatski kreira plan pojedinačnog leta sa kojim se dalje postupa kao sa svakim drugim planom leta.

## Automatizacija
Da bi se pokrile mogućnosti manje razvijenih regiona i zemalja, standardi koji se tiču planova leta ne specificiraju tehnologiju obrade. Međutim, tehnološki razvoj je doveo do toga da se planovi leta uglavnom predaju, čuvaju, menjaju i razmenjuju uz pomoć automatskih sistema i elektronskim putem. Jedna od prednosti automatske obrade podataka je mogućnost da se lako i brzo proveri integritet podataka: da li nameravana ruta postoji i da li je ispravna, da li procenjeno vreme letenja odgovara tipu i mogućnostima vazduhoplova i da li je vazduhoplov adekvatno opremljen za vazdušni prostor u kome se let planira.

### Globalni sistemi za obradu planova leta
Postoje sistemi koji pokrivaju velike geografske površine, tj određene regione sveta u kojima se prikupljaju planovi svih letova koji prolaze kroz taj region. Na primer, to je TFM sistem u SAD (engl. TFM System, Traffic Flow Management System) ili CFMU u Evropi (engl. CFMU, Central Flow Management Unit) sa svojom komponentom, sistemom za obradu inicijalnih planova leta (engl. IFPS, Initial Flight Plan System). Funkcija ovih sistema je da na osnovu podnesenih planova leta procenjuje kapacitet vazdušnog saobraćaja u pojedinim segmentima vazdušnog prostora, na pojedinim rutama i aerodromima, da upozorava kada kapacitet jedinica za kontrolu letenja treba povećati, da ograničava saobraćaj kada pređe maksimalni kapacitet i preusmerava saobraćaj. Globalni sistemi za obradu letova pružaju niz usluga operatorima vazduhoplova, centrima kontrole letenja i drugim korisnicima.

### Lokalni sistemi za obradu planova leta
Sistemi za obradu planova leta (engl. FDPS, Flight Data Processing System) su sistemi implementirani u jedinicama za kontrolu letenja. Uglavnom su povezani ili objedinjeni sa sistemima za obradu radarskih podataka (engl. FDPS, Radar Data Processing System). Radarski podaci sadrže informaciju o stvarnoj poziciji vazduhoplova i jedna od funkcija ovih sistema je da uparuje planove leta, koji opisuju nameru o putanji vazduhoplova sa radarski dobijenom stvarnom putanjom vazduhoplova. Kada se uparivanje, odnosno korelacija ostvari, prati se da li vazduhoplov odstupa od plana leta, po potrebi se plan leta ažurira ili se vazduhoplov vraća na planiranu putanju. FDPS/RDPS ima mnoge funkcije koje kontroloru letenja mogu olakšati posao, kao prikaz saobraćajen situacije, prikaz podatka iz planova leta, predviđanje konflikata, upozorenje na neposrednu opasnost od sudara itd.
Lokalni sistemi za obradu planova leta su obično povezani sa globalnim sistemima i preko njih dobijaju inicijelne planove leta, a takođe i sa drugim lokalnim sistemima sa kojim razmenjuju podatke o letovima koji iz vazdušnog prostora jedne jedinice prelaze u vazdušni prostor druge.

## Standardi
dokumenti koji specificiraju plan leta su sledeći :
- Dokument 4444, Upravljanje vazdušnim saobraćajem. Ovaj dokument sadrži specifikacije koje se odnose globalno na ceo svet. U njemu je između ostalog sadržan ICAO format plana leta
- Dokument 7030, Regionalne dopunske procedure. Ovde su različite specifikacije za svaki ICAO region[4]
- standardi [5]
- je standard za elektronski format plana leta. On je alternativa ICAO formatu, koristi ga CFMU i mnogi sistemi sa kojima CFMU ima interfejs
- standard za elektronsku razmenu podataka između jedinica kontrole letenja.

## Spoljašnje veze
- Detaljno uputstvo za popunjavanje plana leta, Kanadska varijanta (језик: енглески)